# 幻影闘士バストフレモン
『幻影闘士バストフレモン』（げんえいとうしバストフレモン、韓国語: 바스토프 레몬、英語: BASToF Lemon）は、韓国の同友アニメーション（英語: DongWoo Animation）が製作し、2001年5月3日から11月15日にかけてKBSで放映された全26話のテレビアニメ。韓国では「バストフレモン」もしくは「サイバー魂 バストフレモン（韓国語: 사이버 영혼 바스토프 레몬）」が正式なタイトル。
日本では2003年10月4日から2004年3月27日までテレビ東京で放送された。

## 概要
同友アニメーション初のオリジナルアニメとして企画された。
企画当初は劇場長編アニメーションとして企画されていたが、2001年のKBSアニメーション公募展に当選してテレビアニメーションとして制作する事になる。その他にも韓国放送振興院の第1次製作費融資支援対象プログラム選定、大韓民国情報通信部のデジタルコンテンツ対象2/4分期デジタル映像分野大賞受賞などを受け大きな注目を集める事になる。
しかし放送開始後は期待した程の反響は得られず視聴率も思った伸びを見せなかった。放送後に発売されたDVDも、広報不足などの理由から低調な実績で、全6巻の内4巻が発売した時点で発売が中止となり、その後は6ヶ月間の雑誌付録としてDVDをリリースする事になった。
海外展開では日本でのテレビ放映と米国でのDVD発売を行っている。日本で韓国アニメを衛星放送などではなく地上波で放送するのはこれが初めてある。
企画初期ではクーラ以外のキャラクターデザインが大幅に異なる。

## あらすじ
西暦2097年、主人公フェイクは廃墟となった衛星アンテナ基地でゲーム機を見つける。吸い寄せられるようにそのゲームを起動させるフェイク。それがこの物語の始まりだった。
ゲームで受けたダメージが自分に降りかかる現象、ゲームに合わせて現実世界で起こる怪現象、開発者が用意していないはずのステージや対戦相手の出現、謎の少女とレモンの香り。次々と浮かぶ謎と陰謀を軸に物語は展開していく。

## 登場人物
フェイク（슈도、Fake）
声 - チェ・ウォニョン（韓国語版） / 間島淳司（日本語版）
本作の主人公。ゲームの世界では少しは名を知られたゲーマー。自由奔放な性格で、他人と協調して行動するというのが嫌い。韓国版での名前は「Pseudo（シュード）」。
ミント（민트、Mint）
声 - ソン・ドヨン（韓国語版） / 吉川由弥（日本語版）
フェイクと同じく、腕の立つゲーマー。おてんばでわがままな性格をしている。家は良家のお嬢様。
ビフォー（베베파우、Bewefau）
声 - ク・ジャヒョン（韓国語版） / 川原慶久（日本語版）
前述2人と並び称されるトップクラスの腕前を持つゲーマー。冷静で理知的なため、3人の中ではお兄さん的存在。ある大きな秘密を持っている。
モラート（모데라토、Moderato）
声 - ムン・グァニル（韓国語版） / 杉田智和（日本語版）
この物語の鍵を握るゲーム、通称「レモンゲーム」の開発者。このゲームの謎を解くため、前述3人を集めた。ゲーム中は3人の戦いをサポートする。
ボム（밤、Bomb）
声 - ハン・インスク（韓国語版） / 藤本教子（日本語版）
モラートの弟子のような存在。幼いながら理知的で、プログラミング技術にも長けている。モラートとともにゲーム中の3人をサポートする。
プリン（푸딩、Pudding）
声 - イ・ヒョンソン（韓国語版） / 小林恵美（日本語版）
ボムと同じくモラートの弟子のような存在。やや暴力的な少女。こちらはまだサポートに役立つほどの腕前を持っていないようだ。
ティエル（티엘、Tiel）
声 - キム・ヒソン（韓国語版） / 伊藤静（日本語版）
修道院にいる少女。無口であまり表情を変えないが、のちにフェイクにだけは心を開くようになる。
クーラ（코라、Cora）
声 - キム・ヒソン（韓国語版） / 神崎ちろ（日本語版）
ゲームの中に現れる謎の少女。ゲームの最後にはいつも彼女の悲鳴が聞こえる。

## スタッフ
日本版
- 企画 - Young-moon Min、Maria Hae-ran Ha
- 原作 - DongWoo Animation
- シリーズ構成・脚本 - Young-ah Choi
- 日本語版構成・脚本 - 棟居仁、北岡裕
- キャラクターデザイン - Bong-il Park
- メカニックデザイン - Sang-yub Kim
- 美術監督 - Sang-ho Ha
- 色彩設計 - Hyung-hee Kim
- 撮影監督 - Tae-hee Heo
- 音響制作プロデュース - 高橋信之、熊義樹
- 音響監督 - 中川達人
- 音楽 - Dong-Soo Kang
- 音楽協力 - テレビ東京ミュージック
- アニメーション制作 - DongWoo Animation
- プロデューサー - 山川典夫(テレビ東京)、笹田直樹、松本正義
- 監督 - Jong-sik Nam、Bong-il Park
- ビデオ編集 - Media 100 844/X（Stages 04〜05）　三藤志暢（Stages 01〜05）、鎌田研（Stages 01〜05）→尾形茂信（Stages 06〜）、菅野雄介（Stages 06〜）
- 編集スタジオ - ドームスタジオ　石田善久（Stages 01〜05）→Video-Tech（Stages 06〜）
- 録音スタジオ - サウンドクラフト　高山英玄、山本雅之
- 音響制作 - スターサイクル、TAB（Stages 06〜）
- キャスティング - 赤川慶祐
- 番組宣伝 - 笹原七重(テレビ東京)
- 文芸担当 - 棟居仁
- ハングル翻訳 - 北岡裕
- 日本語版製作 - テレビ東京、ADK、aic
- 著作権表示 - ©KBS, DONGWOO 2001、©AIC・テレビ東京

## 主題歌
日本版
オープニングテーマ「白いかけら」
歌・作詞 - D[diː] / 作曲 - 井上龍仁 / 編曲・プロデュース - Kiyoshi / レーベル - 東芝EMI
エンディング・テーマ「HEART2」
歌・作詞・作曲 - 合田裕子 / 編曲 - 草野よしひろ / レーベル - radiosonic
韓国版
オープニング
作詞 - チェ・ウォンソク / 作曲 - チョン・ホンチョル / 歌 - ソ・ジョンウ
エンディング
作詞 - ソン・サンウク / 作曲 - イ・チェギョン / 歌 - ソ・ジョンウ

## 各話リスト
| 話数     | サブタイトル                     | 日本放送日     |
| -------- | -------------------------------- | -------------- |
| Stage 01 | それはレモンの香りだった         | 2003年10月4日  |
| Stage 02 | レモンゲームの謎                 | 2003年10月11日 |
| Stage 03 | 不思議な少女ティエル             | 2003年10月18日 |
| Stage 04 | 誕生!ドリームチーム スピアヘッド | 2003年10月25日 |
| Stage 05 | ミント苦戦!これが実戦だ!         | 2003年11月1日  |
| Stage 06 | フルート博士のパスワード         | 2003年11月8日  |
| Stage 07 | 伝説のバストフエンブレム         | 2003年11月15日 |
| Stage 08 | レモンゲーム消滅!?               | 2003年11月22日 |
| Stage 09 | 砂漠の強敵!                      | 2003年11月29日 |
| Stage 10 | 謎の海賊放送を追え!              | 2003年12月6日  |
| Stage 11 | ハディムの陰謀                   | 2003年12月13日 |
| Stage 12 | ゼノン壊滅!?死のカウントダウン   | 2003年12月20日 |
| Stage 13 | 再会、二つの宿命                 | 2003年12月27日 |
| Stage 14 | デュープ救出作戦!                | 2004年1月3日   |
| Stage 15 | 極秘計画PX-1                     | 2004年1月10日  |
| Stage 16 | 記憶の迷路                       | 2004年1月17日  |
| Stage 17 | さまよえる魂クーラ               | 2004年1月24日  |
| Stage 18 | コンビナートの対決!              | 2004年1月31日  |
| Stage 19 | 禁断の研究!パンドラの箱          | 2004年2月7日   |
| Stage 20 | 超兵器!復讐のマリオネット        | 2004年2月14日  |
| Stage 21 | 狙われたティエル                 | 2004年2月21日  |
| Stage 22 | サイバーゴースト宣戦布告         | 2004年2月28日  |
| Stage 23 | 全面戦争突入                     | 2004年3月6日   |
| Stage 24 | その子の名はフェイク             | 2004年3月13日  |
| Stage 25 | 勝利か死か!?復活!PX-1            | 2004年3月20日  |
| Stage 26 | 最終決戦!さよならクーラ...       | 2004年3月27日  |

## DVD&VHS
日本ではDVD&VHSはブロードウェイより、2004年4月2日から7月2日にかけて発売された。
| 巻数    | 発売日       | 収録話          |
| ------- | ------------ | --------------- |
| LEVEL.1 | 2004年4月2日 | 第1話 - 第3話   |
| LEVEL.2 | 2004年4月2日 | 第4話 - 第6話   |
| LEVEL.3 | 2004年5月7日 | 第7話 - 第9話   |
| LEVEL.4 | 2004年5月7日 | 第10話 - 第12話 |
| LEVEL.5 | 2004年6月4日 | 第13話 - 第15話 |
| LEVEL.6 | 2004年6月4日 | 第16話 - 第18話 |
| LEVEL.7 | 2004年7月2日 | 第19話 - 第22話 |
| LEVEL.8 | 2004年7月2日 | 第23話 - 第26話 |